# 地方凡例録
地方凡例録（じかたはんれいろく）は、江戸時代後期に高崎藩主松平輝和の命令を受けた郡奉行大石久敬によって著された地方書である。

## 概要

### 経緯
1791年（寛政3年）に執筆が開始された。書名は第1巻が提出された1793年（寛政5年）に藩主・輝和によって命名された。当初は全16巻の予定であったが、1794年（寛政6年）に11巻が完成したところで大石の病状が悪化したため、やむなく執筆を打ち切った。この時、輝和によって書名を授けられた。
明治になって孫の大石信敬によって補訂が加えられた。戦後も近藤出版社（日本史料選書）や東京堂出版などで刊行が行われている。
以上の経緯から未完に終わったが、当時の地方制度における基本的な項目に関する執筆はほぼ完成しており、当時の武士・役人から高く評価され、水野忠邦もその写本を取り寄せている。更に明治政府の内務省においても研究され、近代地方自治制度にも影響を与えた。

### 内容
内容は総論から始まり、石高・検地・新田開発・度量衡・義倉など、領主及びその代官・役人が地方（領地）支配を行うにあたって重要な事柄についての解説がほぼ網羅されている。